# Montesquieu (Lot-et-Garonne)
Montesquieu (okzitanisch: Montesquiu) ist eine Gemeinde mit 744 Einwohnern (Stand: 1. Januar 2022) in Frankreich im Département Lot-et-Garonne in der Region Nouvelle-Aquitaine. Die Gemeinde gehört zum Arrondissement Nérac und zum Kanton Lavardac. 

## Geografie
Montesquieu liegt etwa 18 Kilometer westnordwestlich von Agen. Die Garonne begrenzt die Gemeinde im Norden. Umgeben wird Montesquieu von den Nachbargemeinden Clermont-Dessous im Norden und Nordwesten, Saint-Hilaire-de-Lusignan im Nordosten, Sérignac-sur-Garonne im Osten, Montagnac-sur-Auvignon im Süden, Espiens im Südwesten, Bruch im Westen sowie Saint-Laurent im Nordwesten.
Durch die Gemeinde führt die Autoroute A62.

## Bevölkerungsentwicklung
| Jahr                       | 1962 | 1968 | 1975 | 1982 | 1990 | 1999 | 2006 | 2011 | 2017 |
| Einwohner                  | 736  | 812  | 687  | 712  | 658  | 714  | 764  | 770  | 783  |
| Quellen: Cassini und INSEE |      |      |      |      |      |      |      |      |      |

## Sehenswürdigkeiten

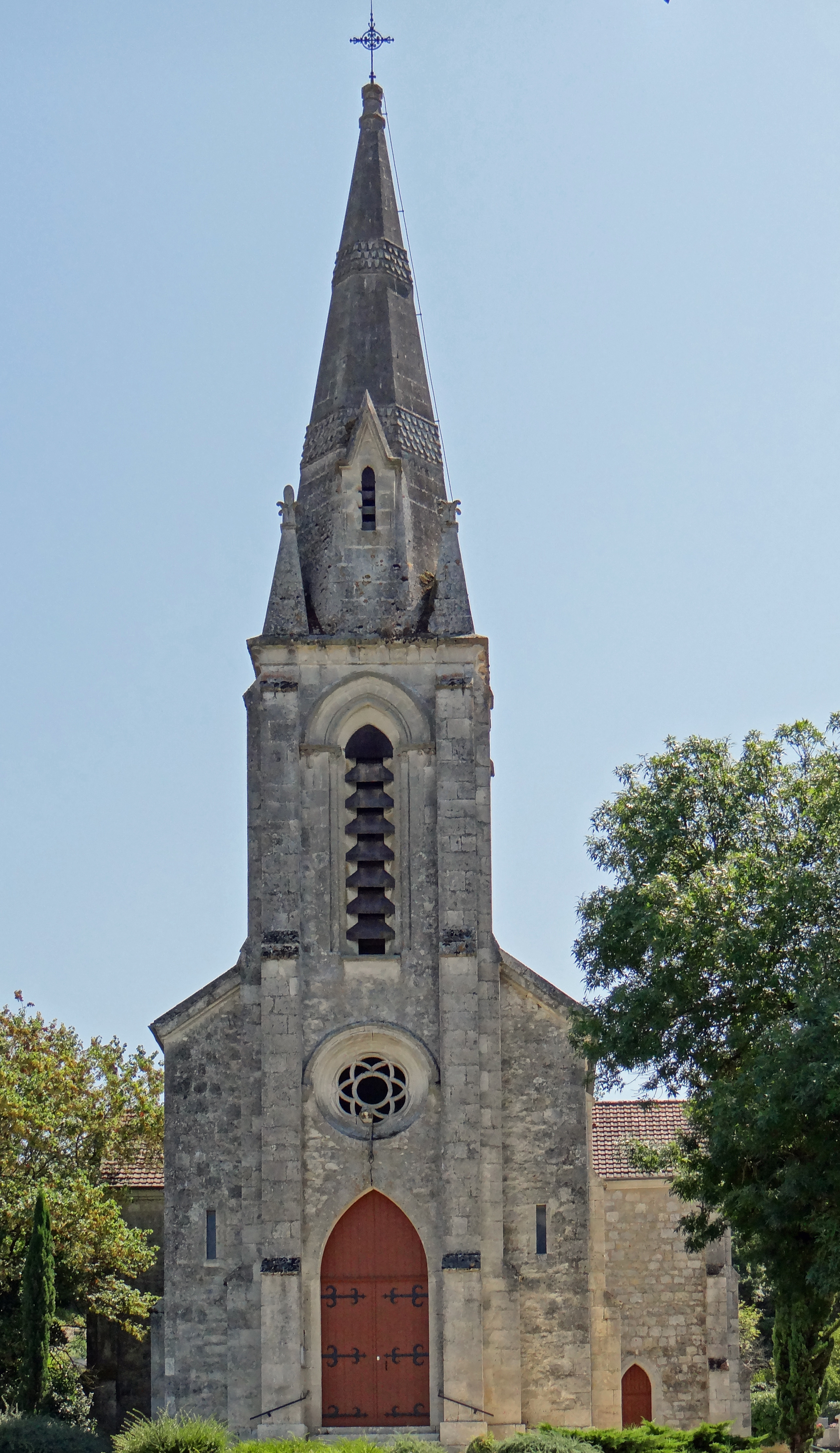
Kirche Saint-Félix

- Kirche Saint-Félix
- Schloss Montesquieu